# Guangzhou Masters
Guangzhou Masters — пригласительный снукерный турнир, проходивший только один раз — в 1996 году в Китае.
Турнир проводился с участием 8 игроков, из которых четверо (Стив Дэвис, Тони Драго, Питер Эбдон и Дэвид Ро) были профессионалами, остальные — местными любителями. Все матчи проходили в городе Гуанчжоу.
Guangzhou Masters проходил без спонсорской поддержки и не входил в календарь мэйн-тура.

## Победители
| Год  | Победитель | Финалист   | Счёт | Приз победителю |
| ---- | ---------- | ---------- | ---- | --------------- |
| 1996 | Тони Драго | Стив Дэвис | 6:2  | £ 11 000        |